# Tony Amendola
Tony Amendola (ur. 24 sierpnia 1951 w New Haven) – amerykański aktor.
Znany jest przede wszystkim z roli Bra'Taca w serialu Gwiezdne wrota. Zagrał też między innymi w filmach: Blow, Maska Zorro, Legenda Zorro (jako inne postacie). Pojawił się też w serialach: Nowe przygody Supermana, Kroniki Seinfelda, Z Archiwum X, CSI: Kryminalne zagadki Nowego Jorku, Star Trek: Voyager i Babilon 5.

## Filmografia
- 2011: Klinika zbrodni jako dr Martinez; film TV